# Cuneogaster inae
Cuneogaster inae är en stekelart som beskrevs av Choi och Whitfield 2006. Cuneogaster inae ingår i släktet Cuneogaster och familjen bracksteklar. Inga underarter finns listade i Catalogue of Life.